# Calamar colossal
El calamar colossal (Mesonychoteuthis hamiltoni) és una espècie de mol·lusc cefalòpode de la família Cranchiidae, probablement el calamar més pesant que existeix. L'exemplar documentat més gros feia 4,2 m de llarg i 495 kg de pes. És l'únic membre conegut del gènere Mesonychoteuthis.

## Mida
Es té molt poca informació sobre la mida real d'aquest calamar. Només es coneixen 12 exemplars complets (altres 4 es coneixen només amb una aleta, mantell, braços o tentacles) i 6 d'aquests són joves o subadults. La majoria dels exemplars d'aquesta espècie només es coneixen pels becs (55). L'exemplar adult més ben conservat i més complet va ser capturat el 2007 al mar de Ross. La longitud total, inclòs el mantell i els tentacles, va ser de 4,2 m amb una longitud del mantell de 2,5 m. Es va informar que la massa total era de 495 kg. Les mesures van ser confirmades pel Museu Te Papa (Nova Zelanda) on actualment es troba l'espècimen. El 2003 es va capturar un exemplar més petit en massa (300 kg) però amb una longitud total més llarga de 5,4 m. Tot i que el calamar gegant més gran reportat, Architeuthis dux, va ser estimat per una massa de 907 kg basat en un exemplar de Grand Banks del 1871, és poc probable que es tracti d'una massa precisa. Les masses màximes més típiques d'A. dux reportades a la literatura contemporània són de 200 a 280 kg, el que suggereix que M. hamiltoni pot assolir masses el doble que A. dux. Altres estimacions, com longituds de 12 a 15 m, i masses de 750 kg semblen molt exagerades.